# Чен Ајсен
Чен Ајсен (кин: 陈艾森; пин: Chen Aisen; Гуангџоу, 22. октобар 1995) елитни је кинески скакач у воду. Његова примарна дисциплина су синхронизовани скокови са торња са висине од 10 метара. 
Први значајнији резултат на међународној сцени остварио је 2013. године када је освојио сребрну медаљу у дисциплини 10 метара синхронизовано на ФИНА светској серији скокова у воду. Годину дана касније освојио је своју прву златну медаљу на Азијским играма у корејском Инчону. 
Највећи резултат у каријери остварио је на Светском првенству 2015. у Казању где је у пару са Лин Јуе освојио титулу светског првака у синхронизованим скоковима са торња.
На Летњим олимпијским играма 2016. освојио је две златне медаље, у појединачним скоковима са торња, те у пару са Лин Јуе у синхронизованим скоковима са торња.
На светском првенству 2017. у Будимпешти освојио је две медаље, сребро у појединачним и злато у синхронизованим скоковима са торња (у пару са Јанг Хаом).